# Phoradendron fallax
Phoradendron fallax är en sandelträdsväxtart som beskrevs av Kuijt. Phoradendron fallax ingår i släktet Phoradendron och familjen sandelträdsväxter. Inga underarter finns listade i Catalogue of Life.